# Kastor in Polidevk
Kastor in Polidevk  (ali v latinščini Poluks) sta bila polbrata dvojčka v grški in rimski mitologiji znana kot Dioscuri ali Dioskouroi.
Njuna mati je bila Leda, a sta imela različna očeta; Kastor je bil smrtni sin Tindareja, špartanskega kralja, Polidevk pa božji sin Zevsa, ki je Ledo zapeljal pod krinko laboda. Par je tako primer heteropaternalne superfekunde. Čeprav so podatki o njunem rojstvu raznoliki, včasih pravijo, da sta se rodila iz jajca, skupaj s sestrama dvojčicama Heleno Trojansko in Klitajmnestro.
V latinščini sta dvojčka znana tudi pod imenom Gemini (dobesedno 'dvojčka') ali Castores, kot tudi Tindaridae ali Tindaridi. Polidevk je Zevsa prosil, naj mu dovoli deliti svojo nesmrtnost z njegovim dvojčkom, da bi se držala skupaj in spremenila sta se v ozvezdje Dvojčka. Par je veljal za zavetnika mornarjev, ki sta bila videti kot Elijev ogenj. Povezana sta bila tudi s konjerejo, v skladu s svojim izvorom kot indoevropska konjska dvojčka.

## Rojstvo
Glede starševstva Dioskurov je veliko nasprotujočih si informacij. V Homerjevi Odiseji (11.298–304) sta samo Tindarejeva sinova, vendar sta bila Zevsova sinova v Heziodovem Catalogue (fr. 24 M-W). Konvencionalni zapis (prvič potrjen v Pindarju, Nemean 10) je kombiniral to očetovstvo tako, da je Zevs zaplodil le Polevka, medtem ko sta Leda in njen mož Tindarej zaplodila Kastorja. To pojasnjuje, zakaj jima je bila namenjena različna nesmrtnost. Lik Tindareja morda vstopa v tradicijo, da bi razložil svoje arhaično ime Tindaridai v špartanskih napisih ali Tyndaridai v literaturi , v zameno pa so nezdružljivi zapisi njihovega starševstva. Njihove druge sestre so bile Timandra, Foebe in Filonoja.
Kastor in Polidevk sta včasih smrtna, včasih oba božanska. Eno doslednih stališč je, da če je le eden od njiju nesmrten, je to Polidevk. V Homerjevi Iliadi Helena gleda z obzidja Troje in se sprašuje, zakaj med Ahajci ne vidi svojih bratov. Pripovedovalec pripomni, da sta oba že mrtva in pokopana v svoji domovini Lacedaemon in tako nakazuje, da sta bila vsaj v nekaterih zgodnjih tradicijah smrtna. Njuna smrt in skupna nesmrtnost, ki ju je ponujal Zevs, sta bila gradivo izgubljene epske pesnitve Cypria v Trojanskem ciklu.
Dioscura sta veljala za pomočnika človeštvu in sta bila zaščitnika popotnikov in zlasti mornarjev, ki so ju prosili za ugodne vetrove. Njuna vloga konjenikov in boksarjev je privedla tudi do tega, da so ju obravnavali kot pokrovitelja športnikov in atletskih tekmovanj. Značilno sta posredovala v času krize in pomagala tistim, ki so ju častili ali jima zaupali.

## Klasični viri
Starogrški avtorji pripovedujejo številne različice zgodbe o Kastorju in Polidevku. Homer ju sprva prikazuje kot navadna smrtnika in ju v Iliadi obravnava kot mrtva (»... dva poveljnika ne vidim, / Kastor lomilec konj in boksar / Polydeuces, moji bratje ...« - Helen, Iliad 3.253–255), v Odiseji pa ju obravnava kot žive, čeprav ju »drži koruzna zemlja«. Avtor ju opisuje kot »čast, ki je enaka bogovom« in živita nadomestne dni zaradi Zevsovega posredovanja. Tako v Odiseji kot v Heziodu sta opisana kot Tindarejeva in Ledina sinova. V Pindarju je Polidevk Zevsov sin, Kastor pa sin smrtnega Tindareja. Tema dvoumnega starševstva ni značilna samo za Kastorja in Polidevka; podobne značilnosti se pojavljajo v zgodbah o Herkulu in Tezeju.  Na Dioscura se sklicuje tudi Alkejev Fragment 34a ,  čeprav je ta pesnitev antidatirana homerska himna dvojčkom neznana. Skupaj nastopata v dveh igrah Evripida, Helena in Elektra.
Cicero pripoveduje zgodbo, kako je Simonid iz Keja obsodil Skopasa, njegovega zavetnika, ker je namenil preveč prostora pohvali Kastorju in Polidevka v odi, ki je slavila Scopasovo zmago. Kmalu zatem je Simonidu dejal, da sta si dva mladeniča želela govoriti z njim; ko je zapustil dvorano, je streha padla in podrla Skopasa in njegove goste.

## Mitologija
Oba Dioscura sta bila odlična konjenika in lovca, ki sta sodelovala pri lovu na kalidonskega merjasca in se pozneje pridružila posadki Jazonove ladje Argo.

### Kot Argonavta
Med ekspedicijo Argonavtov se je Polidevk udeležil tekmovanja v boksu in premagal kralja Amika iz Bebrisev, divjih mitskih prebivalcev Bitinije. Po vrnitvi s plovbe sta Dioscura pomagala Jazonu in Peleju, da so uničili mesto Jolk v maščevanju za izdajo njegovega kralja Pelija.

### Reševanje Helene
Ko je Tezej ugrabil njino sestro Heleno, sta polbrata napadla njegovo kraljestvo Atika, da bi jo rešila. V maščevanju sta ugrabila Tezejevo mater Aetro in jo odpeljala v Šparto, medtem ko je na atenski prestol prišel njegov tekmec Menestej. Aetra je bila nato prisiljena postati Helenina sužnja. Na koncu sta jo, po padcu Troje, domov vrnila vnuka Demofon in Acam.

### Levcipidi, Lincej in smrt
Kastor in Polidevk sta si prizadevala, da bi se poročila z Levcipidi ('hčere belega konja'), Foebe in Hilaeiro, katere oče je bil Levcip ('beli konj'). Obe ženski sta že bili zaročeni z bratrancema Dioscurov, bratoma dvojčkoma Linceusom in Idasom iz Teb, sinova Tindarejevega brata Afareja. Kastor in Polidevk sta ženske odpeljala v Šparto, kjer sta imela vsakega sina; Foebe je rodila Mnesila s Polidevkom, Hilaeira pa Anogona Kastorju. S tem se je začelo družinsko maščevanje med štirimi sinovi, brati, Tindareja in Afareje.
Bratranci so skupaj izvedli napad na govedo v Arkadiji, vendar so izpadli zaradi delitve mesa. Po kraji črede, vendar preden so jo razdelili, so bratranci zaklali, razrezali in spekli tele. Medtem ko so se pripravljali za jed, je velikanski Idas predlagal, naj se čreda razdeli na dva dela namesto na štiri, na podlagi katerih je par bratrancev prvi končal obrok. Kastor in Polidevk sta se strinjala. Idas je hitro pojedel tako svoj, kot tudi Lingijev del. Kastor in Polidevk sta bila naivna. Sorodnikom sta dovolila, da so vzeli vso čredo, vendar sta se nekega dne zaobljubila, da se bosta maščevala. 
Nekoliko kasneje sta Idas in Lincej obiskala dom strica v Šparti. Stric je bil na poti na Kreto, zato je pustil Heleno, ki je bila zadolžena za zabavo gostov, ki je vključevala oba bratranca, pa tudi Parisa, princa iz Troje. Kastor in Polidevk sta prepoznala priložnost za natančno maščevanje, se opravičila za odhod s pogostitve in se odločila ukrasti čredo svojim bratrancem. Idas in Lincej sta se na koncu odpravila domov in Heleno pustila samo s Parisom, ki jo je nato ugrabil. Tako so štirje bratranci pomagali sprožiti dogodke, ki so povzročili trojansko vojno.
Medtem sta Kastor in Polidevk prispela do cilja. Kastor je splezal na drevo, da bi stražil, ko je Polidevk začel osvobajati živino. Daleč stran sta se bližala Idas in Lincej. Lincej, ki so ga poimenovali po risu, ker je lahko videl v temi, je videl Kastorja, ki se je skrival na drevesu. Takoj sta razumela, kaj se dogaja. Idas, besni, napade Kastorja in ga usodno ranil z udarcem sulice - vendar ne preden je Kastor poklical, da bi opozoril Polidevka. V nadaljnjem pretepu je Polidevk ubil Linceja. Ker je Idas nameraval ubiti Polidevka, je Zevs, ki je vse opazoval iz Olimpa, vrgel strelo, ubil Idasa in rešil sina.
Polidevk se je, po vrnitvi k umirajočemu Kastorju odločil, o Zevsovi izbiri da preživi ves čas na gori Olimp ali polovico svoje nesmrtnosti podari svojemu smrtnemu bratu. Odločil se je za slednje, kar je dvojčkoma omogočilo, da sta se lahko izmenjavala med Olimpom in Hadom. Brata sta postala dve najsvetlejši zvezdi v ozvezdju Dvojčkov: Kastor (Alpha Geminorum) in Polidevk (Beta Geminorum). Kot emblemi nesmrtnosti in smrti naj bi Dioskura, tako kot Heraklej, bila del elevzijskih misterijev.

## Ikonografija
Kastor in Polidevk sta v umetnosti in literaturi dosledno povezana s konji. Na splošno sta upodobljena kot konjenika s čelado, ki nosita kopje. Psevdo-opijanski rokopis prikazuje brata, ki lovita tako na konju kot peš.
Na votivnih reliefih sta upodobljena z različnimi simboli, ki predstavljajo pojem dvojnosti, na primer dokana (δόκανα - dva pokončna kosa lesa, ki sta povezana z dvema prečkama), par amfor, par ščitov ali par kač. Pogosto sta prikazana tudi v klobukih iz klobučevine, včasih z zvezdami zgoraj. Upodobljena sta na metopah v Delfih, ki ju prikazujejo na plovbi na Argu (Ἀργώ) in reševanju govedi z Idasom. Grške vaze ju redno prikazujejo pri ugrabitvi Foebe in Hilaeire, kot Argonavta, pa tudi v verskih ceremonijah in ob dostavi jajca Ledi, ki vsebuje Heleno. Na nekaterih vaznih slikah ju lahko prepoznamo pokrivalu, pilosu (πῖλος), ki so ga že v antiki razlagali kot ostanek jajca, iz katerega sta se izvalila.
Dares Frigijski ju je opisal kot »... plavolasa, velikih oči, dokaj zapletena in dobro grajena s čvrstim telesom«.

## Svetišča in obredi
Dioskoura so častili Grki in Rimljani; templji so bili v Atenah, kot je Anakeion in Rimu, ter svetišča na mnogih drugih lokacijah antičnega sveta.
Dioskoura in njune sestre so odraščali v Šparti, v kraljevem gospodinjstvu Tindareja; še posebej pomembni so bili Špartanci, ki so jih povezali s špartansko tradicijo dvojnega kraljestva in cenili so, da sta dva kneza njihove vladajoče hiše povzdignjena v nesmrtnost. Njuna povezava tam je bila zelo starodavna: edinstveno špartansko anikonsko upodobitev Tindaridai je bilo kot dve pokončni palici, ki sta bili združeni s prečko; kot zaščitnika špartanske vojske so 'figuro snopa' ali dókana nosili pred vojsko na pohodu. Edinstveno dvojno kraljestvo Šparte odraža božji vpliv Dioskurov. Ko je špartanska vojska krenila v vojno, je en kralj ostal doma, v spremstvu enega od dvojčkov. »Na ta način je bil v kraljestvu bogov zagotovljen pravi politični red«. 
Njihovo svetišče ali grobnica je bila na gorskem vrhu v Terapnu preko Evrotasa iz Šparte, v svetišču, znanem kot Meneláeion, kjer naj bi bili pokopani Helena, Menelaj, Kastor in Polidevk. Tudi sam Kastor je bil cenjen v regiji Kastoria na severu Grčije.
Na Olimpu sta bila čaščena tako kot bogovi, ki so vredni holokavsta in kot pokojna smrtnika v Hadu, katerih duhovi so se morali sprijazniti z libacijami. Manjša svetišča Kastorju, Poldevku in Heleni so bila postavljena tudi na številnih drugih lokacijah v okolici Šparte. Hruško so Špartanci smatrali kot sveto za Kastorja in Polidevka, podobe dvojčkov pa so bile obešene na vejah. Standardna špartanska prisega je bila, da so prisegli 'obema bogovoma' (v dorski grščini: νά τώ θεὼ, ná tō theō, v dvojni številki).
Obred theoxenia (θεοξενία), 'zabaven bog', je bil še posebej povezan s Kastorjem in Polidevkom. Obe božanstvi sta bili poklicani za mizo, ki je bila na voljo s hrano, bodisi v domovih posameznikov ali na javnih ognjiščih ali enakovrednih krajih, ki jih nadzoruje država. Včasih sta prikazana, da prihajata v galopu nad mizo, obremenjeno s hrano. Čeprav so bile takšne 'ponudbe mize' dokaj pogosta značilnost grških kultnih obredov, so bile običajno narejene v svetiščih zadevnih bogov ali junakov. Domače okolje theoxenia je bilo značilno različno med Dioskouroma.
Podoba dvojčkov, ki obiskujeta boginjo, je razširjena in Dioskoura povezuje z moškimi društvi iniciacij pod okriljem anatolske Velike boginje in velikimi bogovi Samotrake. V arhaičnem obdobju so Dioskura častili v Navkratisu. Sta izumitelja vojnih plesov, ki so značilni za Koribante.

## Mesta Dioscurov
Starodavno mesto Dioscurias ali Dioskurias (Διοσκουριάς) na obali Črnega morja, sodobni Suhumi, je dobilo ime po njih. Poleg tega sta po legendi mesto tudi ustanovila.  Po drugi legendi sta mesto ustanovila njuna kočijaža, Amfit in Cercij iz Šparte.

## Indoevropski ustrezniki
Nebeški dvojčki se v indoevropski tradiciji pojavljajo tudi kot izstreljeni vedski bratje-konjeniki Ašvin, litovski Ašvieniai in germanski Alcis.

## Italija in Rimsko cesarstvo
Od 5. stoletja pred našim štetjem so brata častili Rimljani, verjetno kot rezultat kulturnega prenosa preko grških kolonij Magna Graecia v južni Italiji. Arhaični latinski napis iz 6. ali 5. stoletja pred našim štetjem, ki je bil najden na Laviniumu, na katerem piše Castorei Podlouqueique qurois ('To Kastor in Polidevk, Dioskouroi'), predlaga neposreden prenos od Grkov; beseda qurois je praktično transliteracija grške besede κούροις, Podlouquei pa dejansko transliteracija grške Πολυδεύκης. Gradnja templja Kastorja in Poluksa v Rimskem forumu v središču mesta, je bila izpolnitev zaobljube (votum), ki jo je v zahvalo ob rimski zmagi v bitki pri Regilluškem jezeru dal Aulus Postumius Albus Regillensis leta 495 pred našim štetjem. Ustanovitev templja je lahko tudi oblika evokacije, prenosa božanstva iz poraženega mesta v Rim, kjer bi v zameno za uslugo častili kult. Po legendi sta se dvojčka borila na čelu rimske vojske in pozneje v Rim prinesla vest o zmagi. Lokri iz Magne Graecie so svoj uspeh v legendarni bitki na bregu Sagrasa pripisali posredovanju dvojčkov. Rimska legenda bi lahko izvirala iz lokrianskega zapisa in morda podala nadaljnje dokaze o kulturnem prenosu med Rimom in Magno Graecio.
Rimljani so verjeli, da jim dvojčka pomagata na bojišču. Njuna vloga konjenikov je še posebej privlačila rimske konjenike. Vsako leto, 15. julija, na praznik Dioskourov, je 1800 konjenikov paradiralo po rimskih ulicah v obsežnem spektaklu, v katerem je vsak nosil polno vojaško opremo in odlikovanja, ki si jih je prislužil.
Kastor in Poluks sta v Cirkusu Maximusu zastopana tudi z uporabo jajc kot števcev kroglic.
V prevodih Plavtovih komedij ženske na splošno prisegajo na Kastorja, moški pa na Poluksa; to kaže lik sužnje Stafile v Komedija o loncu (Aulularia)  (akt i, l. 67–71), kjer prisega na Kastorja v vrstici 67, potem negativna predpona v vrstici 71 označuje zavrnitev proti prisegi Poluksa.
Fotij je zapisal, da je bil Polidevk ljubimec Hermesa, bog pa mu je dal darilo Dotor (starogrško: Δώτορ), tesalskega konja.

### Etruščanska Kastur in Pultuce
Etruščani so dvojčka častili kot Kastur in Pultuce, skupaj kot tinas cliniiaras, Tinijeva sinova, etruščanski ustreznik Zevsa. Pogosto so ju upodabljali na etruščanskih ogledalih. Kakor je bila moda v Grčiji, so ju lahko tudi simbolično upodobili; en primer je viden v Grobnici pogrebne postelje v Tarkviniji, kjer je za njih naslikan lectisternium. Simbolizirana sta na sliki, prikazana kot dve koničasti kapi, okronani z lovorjem, podobni frigijskim kapam.

## Kristjanizacija
Tudi po vzponu krščanstva sta bila Dioskoura še naprej cenjena. Papež Gelazij I. iz 5. stoletja je potrdil prisotnost 'kulta Castores', ki ga ljudje niso želeli opustiti. V nekaterih primerih se zdi, da sta dvojčka preprosto vključena v krščanski okvir; tako lončenina in rezbarije iz 4. stoletja iz Severne Afrike prikazujejo Dioskoura poleg Dvanajstih apostolov, Lazarjevega vstajenja ali s svetim Petrom. Cerkev je prevzela ambivalentno držo, zavračala je nesmrtnost Dioskourov, vendar jih je hotela nadomestiti z enakovrednimi krščanskimi pari. Svetnika Petra in Pavla sta bila tako namesto Dioskourov sprejeta kot zavetnika popotnikov, svetnika Kozma in Damijan sta prevzela funkcijo zdravilcev. Nekateri so tudi povezali svetnike Speusippus, Eleusippus in Melapsippus z Dioskouroma.
Novozavezni učenjak Dennis MacDonald v evangeliju po Marku identificira Kastorja in Poluksa kot modela Jakobovega sina Zebedeja in njegovega brata Janeza. [43] MacDonald navaja izvor te identifikacije iz leta 1913, ko je J. Rendel Harris objavil svoje delo Boanerges, grško različico, ki je verjetno aramejsko ime, ki pomeni 'Sinova groma', grom pa je povezan z Zevsom, očetom Poluksa, v tem, kar MacDonald imenuje obrazec zgodnjega krščanskega diskurizma. 
Natančneje, Apostolska dela omenjajo Dioskoura v nevtralnem kontekstu, kot figuro aleksandrijske ladje, na katero se je na Malti vkrcal Pavel (Dela 28:11).